# نادین کرشون
نادین کرشون (انگلیسی: Nadine Kirschon؛ زادهٔ ۱۹ مارس ۱۹۸۴) هنرپیشه اهل سوئد است.